# دوغلاس لورانس
دوغلاس لورانس (بالإنجليزية: Mr. Lawrence)‏ هو رسام رسوم متحركة وكاتب سيناريو وممثل أمريكي، ولد في 1969 في الولايات المتحدة.

## أعمال

### أفلام
- (2004) فيلم سبونج بوب سكوير بانتس[4]
- (2015)  الإسفنج خارج المياه

### مسلسلات
- حياة روكو الحديثة
- سبونج بوب سكوير بانتس

## وصلات خارجية
- دوغلاس لورانس على موقع IMDb (الإنجليزية)
- دوغلاس لورانس على موقع ميتاكريتيك (الإنجليزية)
- دوغلاس لورانس على موقع روتن توميتوز (الإنجليزية)
- دوغلاس لورانس على موقع قاعدة بيانات الأفلام العربية
- دوغلاس لورانس على موقع ألو سيني (الفرنسية)
- دوغلاس لورانس على موقع ميوزك برينز (الإنجليزية)
- دوغلاس لورانس على موقع أول موفي (الإنجليزية)
- دوغلاس لورانس على موقع ديسكوغز (الإنجليزية)
- دوغلاس لورانس على موقع قاعدة بيانات الفيلم (الإنجليزية)
- دوغلاس لورانس على موقع ليتربوكسد (الإنجليزية)